# پیساژوویتسه (شهرستان لوبانگ)
پیساژوویتسه (به لهستانی:  Pisarzowice) یک روستا در لهستان است که در گمینا لوبانگ واقع شده‌است. پیساژوویتسه ۱٬۶۰۰ نفر جمعیت دارد.